# Pasceza Francisca Quispe Mamani

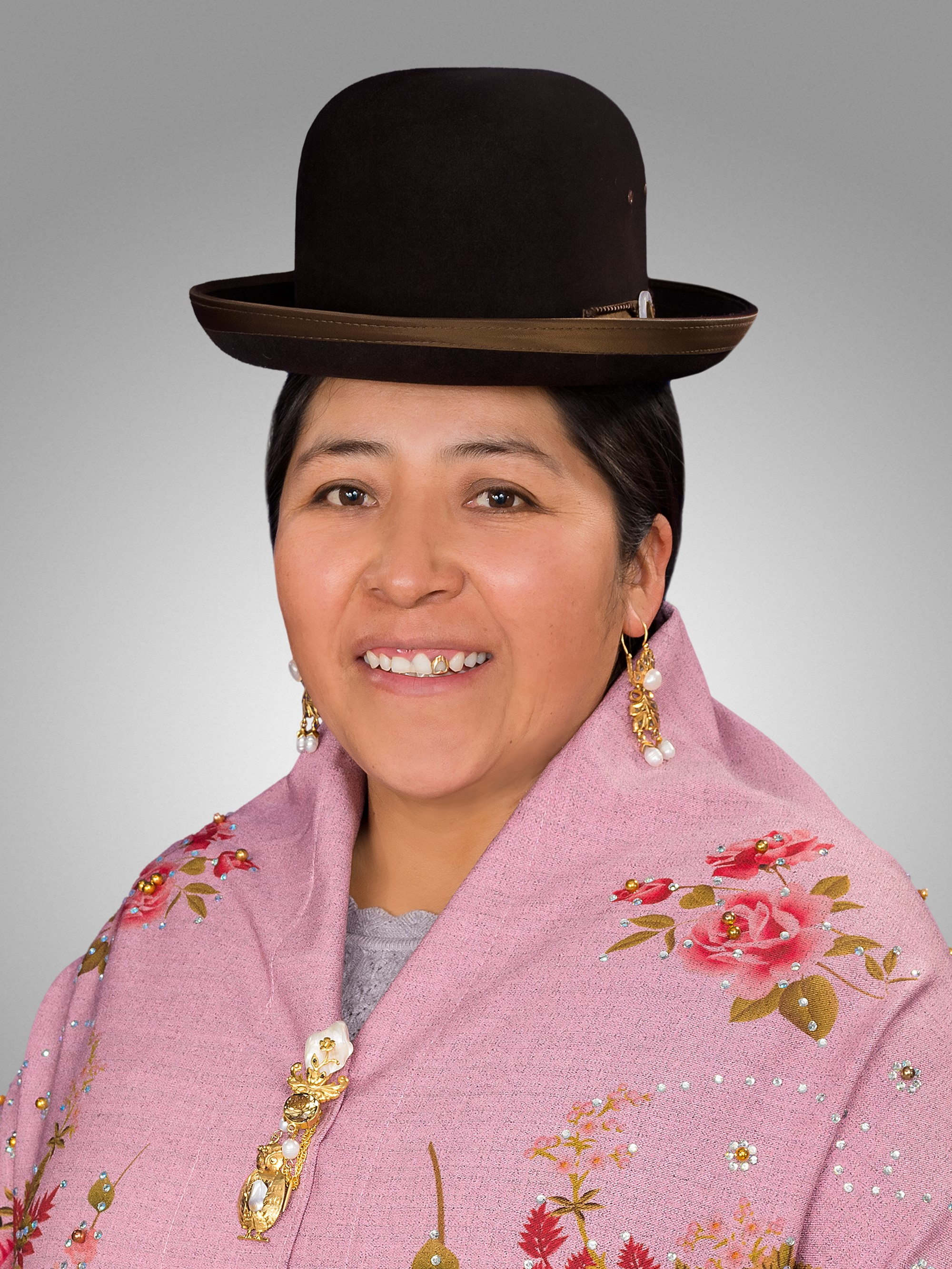
Pasceza Francisca Quispe Mamani (2020)

Pasceza Francisca Quispe Mamani (* 24. Januar 1984) ist eine bolivianische Politikerin des MAS-IPSP, die seit 2020 Mitglied des Abgeordnetenhauses von Bolivien ist.

## Leben
Pasceza Francisca Quispe Mamani wurde bei der Parlamentswahl am 18. Oktober 2020 für den MAS im Wahlkreis C-19 im Departamento La Paz zum Mitglied des Abgeordnetenhauses von Bolivien gewählt, des Unterhauses der Plurinationalen Legislativen Versammlung Boliviens. Ihr Stellvertreter wurde José Rengel Terrazas.
Derzeit ist Pasceza Quispe Vorsitzende des Ausschusses für Internationale Politik und Migrantenschutz (Comisión de Política Internacional y Protección al Migrante).